# NGC 5066
NGC 5066 (również NGC 5069 lub PGC 46360) – galaktyka spiralna (Sa), znajdująca się w gwiazdozbiorze Panny.
Odkrył ją Albert Marth 30 maja 1864 roku. W 1886 roku obserwował ją też Ormond Stone, jednak niedokładnie określił jej pozycję i uznał, że odkrył nowy obiekt. John Dreyer w swoim New General Catalogue skatalogował obserwację Martha jako NGC 5066, a Stone’a jako NGC 5069.